# Colin Robertson
 (juillet 2018).
Pour les articles homonymes, voir Robertson.
Colin Robertson, né le 1er mai 1906 à Kingston-upon-Hull, Yorkshire de l'Est et mort en 1980, est un écrivain britannique, auteur de nombreux romans policiers et d'espionnage.

## Biographie
Dans sa jeune vingtaine, il signe déjà de courts textes pour des magazines populaires. Au cours de sa carrière très prolifique, il publie plus de deux cents nouvelles, près de soixante romans, des pièces de théâtre jouées jusqu'en Afrique du Sud et en Australie et un bon lot de pièces radiophoniques.
Dans les années 1930, il signe des romans policiers de facture classique, mais sans grande originalité, où apparaît tantôt l'inspecteur John Martin, tantôt l'inspecteur Robert Strong, des héros assez ternes qu'il abandonne à l'orée des années 1940.
Pendant la Seconde Guerre mondiale, il se tourne vers le récit d'espionnage de propagande. Il travaille d'ailleurs à cette époque au ministère de l'Information, service de la Censure, et sera même nommé responsable en chef de la Censure pour tout le territoire de l'Écosse. Après le conflit, il revient à l'écriture de whodunits, mais donne aussi une série qui s'apparente au roman noir avec le détective privé Vicky McBain - un personnage masculin en dépit de ce que le prénom peut laisser croire - et encore quelques romans d'espionnage pendant la Guerre froide avec les trois aventures d'Alan Steel.
Sa production romanesque est connue en France à partir des années 1950 en raison des nombreuses titres parus dans la collection Le Masque. Parmi ces textes standards aux intrigues sans surprise, plusieurs mettent en scène Peter Gayleigh, un aventurier justicier qui, sans réussir à les égaler, tient à la fois du Arthur J. Raffles de Ernest William Hornung, du Arsène Lupin de Maurice Leblanc et du Simon Templar, dit Le Saint, de Leslie Charteris. Cet élégant escroc, friand de sarcasmes et d'ironie, peut compter en tout temps sur l'aide de son fidèle Carver, un valet stylé et flegmatique, aussi habile que son maître en matière d'escroquerie.
Colin Robertson, qui a aussi donné vie au superintendant Bradley, au détective Edward North et au jeune David McLeod, a également signé sous le nom-maison Desmond Reid une aventure de Sexton Blake (en).
Membre fondateur du Crime Writers' Association, il y occupe un siège au comité de direction pendant une dizaine d'années.
Il meurt en 1980.

## Œuvre

### Romans

#### SérieJohn Martin
- Night Shadows (1935)
- The Fake (1937)
- House of Intrigue (1937)
- The Stalking Stranger (1939) Publié en français sous le titre La Fenêtre ouverte, Paris, Librairie des Champs-Élysées, coll. « La Masque » no 456, 1953 ; réédition, Paris, Librairie des Champs-Élysées, coll. « Club des Masques » no 151, 1972

#### SérieRobert Strong
- Painted Faces (1935)
- The Marble Tomb Mystery (1936)
- White Menace (1938)
- Soho Spy (1940)

#### SériePeter Gayleigh
- The Temple of Dawn (1939) Publié en français sous le titre Un crime prémédité, Paris, Librairie des Champs-Élysées, coll. « Le Masque » no 584, 1957
- The Amazing Corpse (1942) Publié en français sous le titre Drôle de cadavre, Paris, Librairie des Champs-Élysées, coll. « Le Masque » no 623, 1958
- Zero Hour (1942)
- Alibi in Black (1944)
- Explosion! (1945)
- Two Must Die (1946) Publié en français sous le titre Le Dangereux Monsieur Gayleigh, Paris, Librairie des Champs-Élysées, coll. « Le Masque » no 478, 1954
- The Dark Knight (1946)
- The Devil's Lady (1947) Publié en français sous le titre La Femme du diable, Paris, Librairie des Champs-Élysées, coll. « Le Masque » no 657, 1959
- Knaves' Castle (1948) Publié en français sous le titre Adieu, Gérald, Paris, Librairie des Champs-Élysées, coll. « Le Masque » no 617, 1958
- Calling Peter Grayleigh (1948) Publié en français sous le titre Peter Gayleigh sur la Riviera, Paris, Librairie des Champs-Élysées, coll. « Le Masque » no 908, 1966
- Deat Wears Red Shoes (1949)
- Peter Gayleigh Flies High (1951) Publié en français sous le titre Le Singe bleu, Paris, Librairie des Champs-Élysées, coll. « Le Masque » no 681, 1960
- Smuggler's Moon (1954) Publié en français sous le titre L'Insaisissable Tryton, Paris, Librairie des Champs-Élysées, coll. « Le Masque » no 932, 1966
- A Lonely Place to Die (1969)

#### SérieEdward North
- Dusky Limelight (1950) Publié en français sous le titre Quel jeu jouez-vous, Mr Scott ?, Paris, Librairie des Champs-Élysées, coll. « Le Masque » no 760, 1962 ; réédition, Paris, Librairie des Champs-Élysées, coll. « Club des Masques » no 269, 1976
- Lady, Take Care (1952) Publié en français sous le titre Carton sur le sosie, Paris, Presses internationales, coll. « Espionnage Choc » no 1, 1962
- North For Danger (1952) Publié en français sous le titre Ne renvoyez pas le taxi, Paris, Librairie des Champs-Élysées, coll. « Le Masque » no 870, 1965 ; réédition, Paris, Librairie des Champs-Élysées, coll. « Club des Masques » no 238, 1975
- No Trial, No Error (1953) Publié en français sous le titre Brumes sur Londres, Paris, Presses internationales, coll. « Inter-Espions » no 39, 1962

#### SérieVicky McBain
- The Tiger's Claws (1951)
- You Can Keep The Corpse (1955)
- Venetian Mask (1956)
- The Eastlake Affair (1957)
- Who Rides a Tiger? (1958)
- The Golden Triangle (1959)
- The Threatening Shadows (1959)
- Murder Sits Pretty (1961)

#### SérieDavid McLeod
- Sweet Justice (1949)
- Demon's Moon (1951) Publié en français sous le titre Par le trou de la serrure, Paris, Librairie des Champs-Élysées, coll. « Le Masque » no 594, 1963 ; réédition, Paris, Librairie des Champs-Élysées, coll. « Club des Masques » no 290, 1976

#### SérieSuperintendant Bradley
- Murder in the Morning (1957) Publié en français sous le titre Une balle pour rien, Paris, Librairie des Champs-Élysées, coll. « Le Masque » no 696, 1960 ; réédition, Paris, Librairie des Champs-Élysées, coll. « Club des Masques » no 103, 1970
- Time To Kill (1961) Publié en français sous le titre L'Heure du crime, Paris, Librairie des Champs-Élysées, coll. « Le Masque » no 769, 1962
- Conflict of Shadows (1963) Publié en français sous le titre Bataille dans l'ombre, Paris, Librairie des Champs-Élysées, coll. « Le Masque » no 816, 1963 ; réédition, Paris, Librairie des Champs-Élysées, coll. « Club des Masques » no 225, 1974
- The Frightened Widow (1963) Publié en français sous le titre Le Chauffeur de madame, Paris, Librairie des Champs-Élysées, coll. « Le Masque » no 1093, 1969
- Dead on Time (1964) Publié en français sous le titre Mort trop tôt, Paris, Librairie des Champs-Élysées, coll. « Le Masque » no 883, 1965
- Sinister Moonlight (1965)
- Killer's Mask (1966) Publié en français sous le titre Le Masque du tueur, Paris, Librairie des Champs-Élysées, coll. « Le Masque » no 973, 1967 ; réédition, Paris, Librairie des Champs-Élysées, coll. « Club des Masques » no 172, 1973
- Double Take (1967) Publié en français sous le titre Deux fois doublé, Paris, Librairie des Champs-Élysées, coll. « Le Masque » no 1031, 1968
- Twice Dead (1968) Publié en français sous le titre Pour le compte, Paris, Librairie des Champs-Élysées, coll. « Le Masque » no 1085, 1969
- Devil's Cloak (1969)
- The Green Diamonds (1970) Publié en français sous le titre Les Diamants verts, Paris, Librairie des Champs-Élysées, coll. « Le Masque » no 1187, 1971

#### SérieAlan Steel
- Clash of Steel (1965)
- The Judas Spies (1966)
- Project X (1968)

#### Autres romans
- The Yellow Strangler (1934)
- The Black Onyx Ring (1936)
- Devil or Saint? (1936)
- Ghost Fingers (1941)
- Night Trap (1960) Publié en français sous le titre Piège nocturne, Paris, Librairie des Champs-Élysées, coll. « Le Masque » no 738, 1961 ; réédition, Paris, Librairie des Champs-Élysées, coll. « Club des Masques » no 207, 1974
- Dark Money (1962) Publié en français sous le titre Un hold-up qui finit mal, Paris, Librairie des Champs-Élysées, coll. « Le Masque » no 789, 1963

### Nouvelles

#### Recueil de nouvelles
- Without Motive (1946)

#### Nouvelles isolées
- At His Fingertips (1940)
- The Horror at Castle Droon (1942)
- The Case of the Missing Stamp (1955)
- Grave Assumption (1959)
- You Can't Rely on People (1973)

### Théâtre
- Bride for Sale, comédie en un acte
- A Quick Bath
- She Came at Night, comédie en un acte

## Sources
- Jacques Baudou et Jean-Jacques Schleret, Le Vrai Visage du Masque, vol. 1, Paris, Futuropolis, 1984, 476 p. (OCLC 311506692), p. 367-368.
- Anne Martinetti, "Le Masque" : histoire d'une collection, Amiens, Encrage, coll. « Références » (no 3), 1997, 143 p. (ISBN 978-2-906389-82-3), p. 91.